# Edi Rama
Edi Rama (n. 4 iulie 1964, Tirana, Albania) este un politician și pictor albanez. Este actualul prim-ministru al Albaniei din anul 2013 și liderul Partidului Socialist al Albaniei. S-a distins în trecut ca primar al Tiranei în anii 2000-2011.
Rama a fost activ în revoluța anti-comunistă, când era profesor la Academia de Arte din Tirana, un centru politic pentru disidenți al regimului Hoxha. În 1992, a scris o carte numită Refleksione cu prietenul său Ardian Klosi, carte care a condamnat regimul lui Enver Hoxha și a analizat viitorul Albaniei, mai ales în domeniile emigrației și economiei. În anii 1990, Rama a devenit un artist plastic recunoscut pe plan mondial, iar în sfera politică a devenit critic față de corupția din Partidul Democrat și mai ales de regimul lui Sali Berisha.
În 1997, Rama a fost bătut de agenții serviciului de securitate, ajungând aproape de moarte. După o lungă recuperare, a emigrat la Paris. În 1998, Rama a fost chemat de noul prim-ministru socialist, Fatos Nano, să fie Ministru al Culturii, Tineretului și Sportului în guvernul său. În rolul său nou de ministru, primul pas al lui Rama a fost deschiderea unor zeci de săli de cinema în care se proiectau filme de la Hollywood și alte filme străine, pentru a pune capăt izolarea mintală a albanezilor de restul lumii (cauzată de autarhia regiumului Hoxha, care, practic, a rupt toate legăturile culturale externe ale Albaniei).

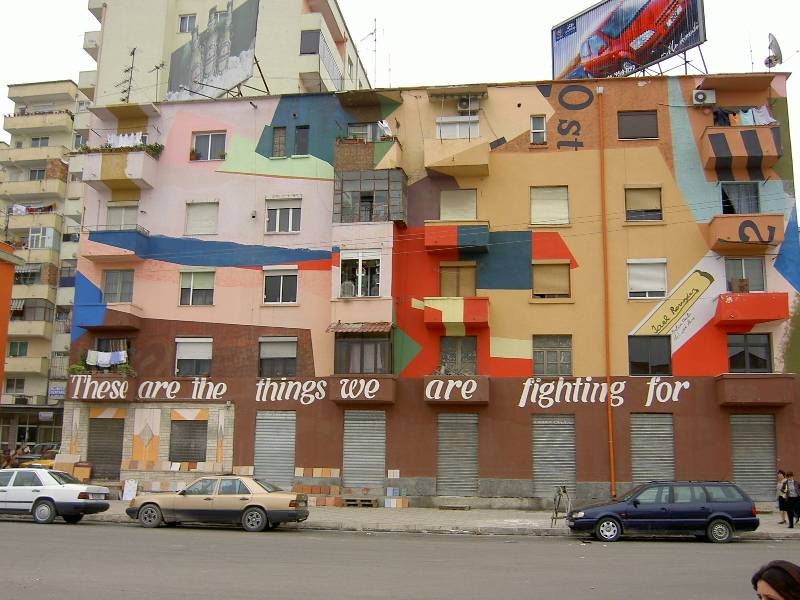
Un bloc pictat sub administrația artistului Edi Rama

În 2000, Rama a candidat pentru postul de primar al Tiranei, fiind independent dar susținut de Partidul Socialist. A primit peste 57% din voturi. La scurt timp după alegerea sa, pe 9 noiembrie 2000, reședința lui a fost atacată de un asasin necunoscut, însă Rama a reușit să scape nevătămat. Termenul său ca primar al capitalei a fost caracterizat de o inițiativă pentru curățarea și înfrumusețarea orașului. Din 2000, Rama a plantat în Tirana mii de copaci, a curățat Râul Lana care străbate centrul orașului și a reușit să elimine majoritatea chioșcurilor ilegale de pe străzile capitalei. În plus, a încercat să facă Tirana mai atractivă din punct de vedere estetic pentru turiști, procedând la zugrăvirea multor blocuri din oraș în "culorile Edi Rama" — galben, verde și violet strălucitor. Deși Tirana s-a schimbat semnificativ de când Rama a ajuns sa o conducă, criticii săi au susținut că primarul a pus prea mult accent pe îmbunătățiri cosmetice și nu a rezolvat probleme majore precum furnizarea de apă potabilă și electricitate.
Rama a devenit liderul Partidului Socialist la 9 octombrie 2005, iar din anul 2013 a fost însărcinat cu formarea guvernului în calitate de prim-ministru.